# Levichelifer
Genre
Synonymes
- Ocalachelifer Chamberlin, 1949

Levichelifer est un genre de pseudoscorpions de la famille des Cheliferidae.

## Distribution
Les espèces de ce genre se rencontrent aux États-Unis et au Mexique.

## Liste des espèces
Selon Pseudoscorpions of the World (version 3.0) :
- Levichelifer cribratus (Chamberlin, 1949)
- Levichelifer fulvopalpus (Hoff, 1946)

## Publication originale
- Hoff, 1946 : The pseudoscorpion tribe Cheliferini. Bulletin of the Chicago Academy of Sciences, vol. 7, p. 485-490.